# نكبات بيروت
مرّت بيروت، عاصمة لبنان بالعديد من الحوادث التي أدت لخرابها على مر العصور، إما لأسباب طبيعية مثل الزلازل أو بسبب الحروب والنزاعات المحلية أو الدولية.

## الفترة القديمة
- محاصرة تريفون: في بداية العقد الرابع للقرن الثاني قبل الميلاد، دمر تريفون الملقب بالمختلس مدينة بيروت وأحرقها وأطلق عسكره لتهديم بنيان المدينة من أساسه فأمست خراباً ولم تعد تُسكن لمئة سنة تالية.
- الزلازل: كثرت الزلازل في الساحل الفنيقي ما بين القرنين الرابع والقرن السادس بعد الميلاد واعتقد بعض الناس أن الزلازل هي عقوبة بسبب عبادة الأصنام وعدم الاستجابة للديانة المسيحية. وحدثت زلازل بسيطة في بيروت أعوام 494م و 502م و 529م و 543م. أما زلزال عام 551م فكان مدمرًا إذ دمر بيروت تدميرًا عظيمًا.

## الفترة العربية
- القراصنة: في الربع الأخير من القرن التاسع الميلادي، تعرضت بيروت لهجمات من قوات رومية وأعوانهم مثل المردة التي كانت توجه ضد الحكام العرب الذين حرروا بيروت من الروم. ومن هذه المعارك معركة النعمان مع المردة عام 875م في منطقة نهر الكلب.
- مذابح الشمشقيق: عام 974م، احتل الإمبراطور البيزنطي يوحنا زيمسكي المعروف عند العرب باسم الشمشقيق، بيروت، ودمرها تدميرًا وقتل معظم أهلها الذين بقوا فيها.

## الفترة الصليبية
- حصار بيروت (1099م): في 19 نيسان/أبريل سنة 1099م ضرب الصليبيين الحصار حولها إلا أنهم اكتفوا بالحصول على بعض الهدايا من البيروتيين فلم يتعرضوا لأهلها.
- معركة نهر الكلب (1100م): في عام 1100م حصلت معركة في بيروت بين الحامية العربية والصليبيين. وحصلت معركة أخرى في عام 1011م عندما تجابه الملك بلدوين مع الحامية العربية في منطقة نهر الكلب.
- معركة بيروت (1110م): حاصر الصليبيون مدينة بيروت من البر والبحر عام 1110م. وبعد هرب حاكمها إلي قبرص، تفاوض الأهالي مع أعداءهم ومنحوا الأمان إذا استسلمت المدينة. إلا أن الصليبيين أخلوا بوعدهم وقتلوا ودمروا المدينة بعد الدخول إليها.
- زلزال بيروت (1261م): ضرب بيروت زلزال عام 1261م وقيل أن العديد من الجزر التي كانت على ساحله قد غرقت.
- المعارك مع العبيدية: في عام 1126م حاولت القوات العبيديّة البحريّة مباغتة الصليبيين بالإغارة على الساحل اللبناني حيث دارت معركة عنيفة، انتهت باندحار العبيديين.
- غارة للقراصنة الصليبيون: أغار القرصان الصليبييون على بيروت في سنة 1334م.
- معركة بناء المسيطبة (1403م): في أيام الشيخ الخاصكي عام 1403م حضر الفرنج إلى بيروت، فأخليت المدينة من أهلها، ولم يكن بها سوى أمراء الغرب ومعهم بعض جماعتهم. فنزل الفرنج في غربي المدينة وتمكنوا من الانتشار في بيروت ونهبوا وأشعلوا النار في أسواقها وبيوتها. ثم تنادى المسلمون وحاصروا الفرنجة وأجهزوا وقطعت رؤوس القتلى الفرنج وعمّر على أبدانهم مسطبة على باب بيروت، في المنطقة التي تعرف بالمصيطبة اليوم.

## عهد العثمانيين
- زلزال 1759م: في 19 تشرين الأول سنة 1759م ضرب زلزال ضخم مناطق الساحل الشرقي للبحر المتوسط مما دمر مدينة بيروت بالإضافة للعديد من المدن الأخرى.[1]
- الطاعون (1760م): في سنة 1760م تفشى وباء الكوليرا في بلاد الشام الذي أفنى العديد من البيروتيين.
- انهيار كنيسة (1760م): في سنة 1760م وفي قداس نهار الأحد الثاني من الصوم إنهارت كنيسة على من فيها، ومات أكثر من مائة شخص.
- اختلاف عسكر الجزار (1794م): تقاتل جنود الجزار فيما بينهم مما أدي إلى قتل العديد وتدمير أحراش الصنوبر والتوت.
- فتنة طائفيّة (1794م): في سنة 1794م تقاتل مسلمي بيروت مع الزراعنة بسبب أعمال الثأر فأخذ الزراعنة ثأرهم من البيروتيين بعد ذهاب عسكر الجزار، وبادلهم المسلمون بخطف كل من صادفوه من أبناء الجبل، وقتلوا منهم ما يزيد عن مائة نفر أكثرهم نصارى.
- الأمراض: في سنة 1794م تفشى وباء الطاعون في البلاد العربية ومنها بيروت ودام نحو ثمانية شهور، ثم ضربها وباء الجدري واستشرى في نفس المدينة وامتد إلى ضواحيها، الذي استمر حوالي السنة.
- حصار إبراهيم باشا (1841م): في سنة 1841م حاصرت الجيوش المصرية بقيادة إبراهيم باشا بيروت من ضمن الساحل الشامي لمنع الاتصال بالأساطيل الأوروبية المرابطة بالقرب من الشاطئ.
- قنابل الإنكليز (1840م): عام 1840، ارسلت الدول الأوروبية قطع بحرية لمحاربة إبراهيم باشا وبدء الاسطول المؤلف من 21 قطعة حربيّة بريطانيّة و24 سفينة تركيّة و6 مراكب نماسويّة يخفق عليها العلمان العُثماني والنمساوي بصب نيران مدافعهم على بيروت لمدة سبعة أيام متواصلة فتهدم الكثير من عمران المدينة.
- انهيار مبنى (1901م): انهارت بناية أيّاس في بيروت فجر يوم الخميس في 31 أيار/مايو سنة 1901م.
- الطاعون: ضرب الطاعون سكان بيروت عام 1902م.
- السبت الأسود (1903م): في يوم السبت ليلة الأحد من شهر أيلول سنة 1903م تقاتل أهل البسطة مع أهل المزرعة بعضهم بعضاً وبلغ عدد القتلى من الطرفين بضعة عشر شخصاً.
- حريق مستودعات الغاز (1904م): عام 1904م، اشتعلت النيران في مستودعات الكاز والتي تعرف بالكازخانة مما روع أهالي المنطقة.
- التيفوئيد (1910م): تفشى مرض التيفوئيد في بيروت عام 1910م نتيجة الإهمال وعدم الوقاية وانعدام النظافة في البلد. ومات العديد من أهل بيروت في هذه الفترة.
- ضرب الطليان لبيروت: في 24 شباط/فبراير 1912م، قامت السفينتان الحربيتان الإيطاليتان غاريبالدي وفيروشيو بقصف ميناء بيروت لاغراق الطراد العثماني «عون الله» والنسّافة «أنقرة» الراسيين في مرفأ بيروت مما سببا بأضرار بالغة في المدينة.
- السخرة والمجاعة (1914): عند نشوب الحرب العالمية الأولى جندت القوات التركية مواطنيها بالقوة فيما عرف بالسخرة ومنهم أبناء بيروت. ولدعم المجهود الحربي صادر العثمانيون كل المحاصيل الزراعية مما أفقر البلد وأصابت المجاعة الكثير من العائلات في بيروت.
- شهداء لبنان (1916م): قامت السلطات العثمانية بشنق وطنيين لبنانيين في ساحة بيروت والتي عرفت فيما بعد بساحة الشهداء. ووصل عددهم في 6 أيار، الذي أعتبر فيما بعد عيد الشهداء، إلى 24 شهيدا.

## العصر الحديث
- زلزال 1956: بقوة 6 درجات على مقياس ريختر. جاء بشكل 3 مرات متكررة تفصل بين الواحدة والأخرى بضع دقائق، وتهدمت على أثره 6000 منزل وتصدع عشرات الألوف ومقتل 134 وجرح 102
- أحداث 1958: وقعت أحداث 1958 بين أتباع الرئيس كميل شمعون الطالب للتمديد والالتحاق بحلف بغداد وأتباع مناهضيه العروبيين الموالين لجمال عبد الناصر.
- معارك الجيش مع الفلسطينيين (1969): إثر اغتيال زعماء فلسطينيين من قبل القوات الإسرائيلية قامت اشتبكات عنيفة بين الجيش اللبناني والقوات الفلسطينية انتهت باتفاق القاهرة.
- حادثة حافلة عين الرمانة (1975): في 13 أبريل 1975 وإثر تعرض الشيخ بيار الجميّل زعيم حزب الكتائب إلى إطلاق نار أدى إلى وفاة 4 أشخاص. تعرضت حافلة متوجهة إلى مخيم تل الزعتر تحمل أعضاء في الجبهة الشعبية لتحرير فلسطين إلى كمين نصبه أعضاء في حزب الكتائب. أدى إلى وقوع 27 قتيل. واندلعت معارك في نفس الليلة بين الفلسطينيين واليمين وتوسع القتال ليشمل مناطق أخرى من لبنان، لتدخل البلاد في دوامة صراعات لأكثر من خمسة عشرة سنة. (أنظر: الحرب الأهلية اللبنانية).
- السبت الأسود (1977): يوم السبت 6 ديسمبر 1975 على أثر العثور على جثث أربعة قتلى قيل إنهم من مرافقي بيار الجميّل، زعيم «الكتائب»، سارع مقاتلي الحزب باختطاف العشرات، وقتل معظمهم. وبلغ عدد ضحايا «السبت الأسود» 110 قتيل، ونحو 300 مخطوف، علاوة على الجثث التي أُلقيت في البحر.
- معارك التهجير: من أشرس معارك الحرب الأهلية اللبنانية كانت معارك التهجير والفرز الطائفي التي حصلت بين المسيحيين والمسلمين. فقامت القوات اليمينية بهجوم قوي ضد المخيمات الفلسطينية في المناطق الشرقية وخصوصاً مخيم تل الزعتر الذي أبادته. وبالمقابل استولى الفلسطينيون على مناطق مسيحية مثل الدامور التي انتهت بمجازر.
- الاجتياح الإسرائيلي الأول (1978): قامت إسرائيل باجتياح الجنوب اللبناني وذلك لإبعاد الفلسطينيين عن شن عمليات ضدها.
- الاجتياح الإسرائيلي الثاني (1982): في عام 1982 وسعت إسرائيل غزوها للبنان حتى وصلت إلى بيروت.
- مجازر صبرا وشاتيلا (1982): إثر اغتيال بشير الجميّل قامت القوات اليمينية بحماية إسرائيلية بقتل عدد كبير من المدنيين من فلسطينيي مخيمي صبرا وشاتيلا في عمليات إباده.
- انتفاضات بيروت (1983-1984م): سحق المرابطون، انتفاضة 6 شباط، حروب الأخوة، حرب الجبل.
- عمليات ضد القوات الدولية (1983).
- خطف الأجانب (1985): قام مسلحيين مدعومين من إيران بخطف عدد كبير من الاجانب الذين يعيشون في لبنان معظمهم من الأمريكيين.
- الحروب العبثية (1988 - 1990): في نهاية ثمانينات القرن العشرين قام ميشال عون بشن معارك دون فائدة ضد العديد من الفرقاء فيما عرف بحرب التحرير وحرب الإلغاء، أدت إلى تدمير معظم المناطق المسيحية.
- حرب الهيمنة السورية (1990): أعطي للسوريين الإذن في احتلال لبنان فإقتحاموا القصر الجمهوري ودخلوا لبنان مرة أخرى.
- حروب إسرائيل 1996: شنت إسرائيل هجوم جوي على لبنان ودمرت بنيته التحتية.
- حقبة الاغتيالات (2004 - 2008): (أنظر شهداء ثورة الأرز).
- حرب تموز 2006: حرب قامت بها إسرائيل ضد لبنان عقب اختطاف جنودها. وأدت إلى مقتل 1000 شخص وجرح الآلاف وتدمير ضاحية بيروت الجنوبية ومعظم البنى التحتية اللبنانية.
- معارك مخيم نهر البارد: الي قامت بين الجيش اللبناني ومسلحي فتح الإسلام عقب اغتيال العديد من عناصر الجيش. أدت إلى تدمير المخيم وانهاء وجودالعصابات.
- غزوة بيروت (2008): قام حزب الله و حركة أمل باحتلال بيروت بقوة السلاح وقتلو العديد من المدنيين.
- يوم برج ابو حيدر، 2010م: قامت مجموعتين متحالفتين من قوى 8 أذار وهما حزب الله وجماعة الاحباش بشن هجمات متبادلة بينهما في برج أبوحيدر بسبب خلاف محدود أدى إلى مقتل 3 أشخاص واضرار جسيمة بالممتلكات.
- انفجار مرفأ بيروت 2020، في 4 أغسطس 2020: انفجر العنبر رقم 12 في مرفأ بيروت، وحسب الرواية الرسمية كان هذا العنبر يحتوي على 2750 طن من مواد كيميائية سريعة الاشتعال، وقد أدى هذا الانفجار إلى تحويل بيروت إلى مدينة منكوبة، مخلفا أكثر من 200 قتيل وآلاف الجرحى، ومئات آلاف النازحين وعدد غير معلوم من المفقودين، مع خسائر تقدر ما بين 3 إلى 5 مليارات دولار.
- هزة أرضية قوية مصدرها جنوب تركيا شعر بها سكان بيروت الساعة 3:17 فجر يوم الإثنين الواقع في السادس من شباط 2023 بلغت قوتها 4.8 درجات على مقياس ريختر و استمرت لمدة 40 ثانية لم تحدث أية أضرار و لكنها أدت إلى هلع العديد من المواطنين و نزولهم إلى الأماكن المفتوحة.